# Get Born
Albums de Jet
Get Born
(2003) Shine On
(2006)
Get Born est le 1er album du groupe australien Jet. (uniquement précédé par l'EP "Dirty Sweet" autoproduit). Il est sorti en 2003 et s'est vendu à environ 3,5 millions d'exemplaires dans le monde.

## Liste des titres
(ASIN B0000AQVCL)
1. Last chance
2. Are you gonna be my girl (dans Rock Band et Madden NFL 2004)
3. Rollover DJ
4. Look what you've done
5. Get what you need (dans NHL 2004)
6. Move on
7. Radio song
8. Get me outta here
9. Cold hard bitch
10. Come around again
11. Take it or leave it
12. Lazy gun
13. Timothy
14. Sgt. Major (rajout présent sur version de 2004.) (ASIN B00018TI6I)

## Classements
| Pays             | Meilleure Position | Certifications |
| ---------------- | ------------------ | -------------- |
| Australie        | 1                  | 8 x Platine    |
| Autriche         | 51                 |                |
| France           | 101                |                |
| Nouvelle-Zélande | 17                 |                |
| Pays-Bas         | 68                 |                |
| Royaume-Uni      | 14                 |                |
| Suisse           | 85                 |                |
| États-Unis       | 26                 | Platine        |